# Andreu Marçal de Sas

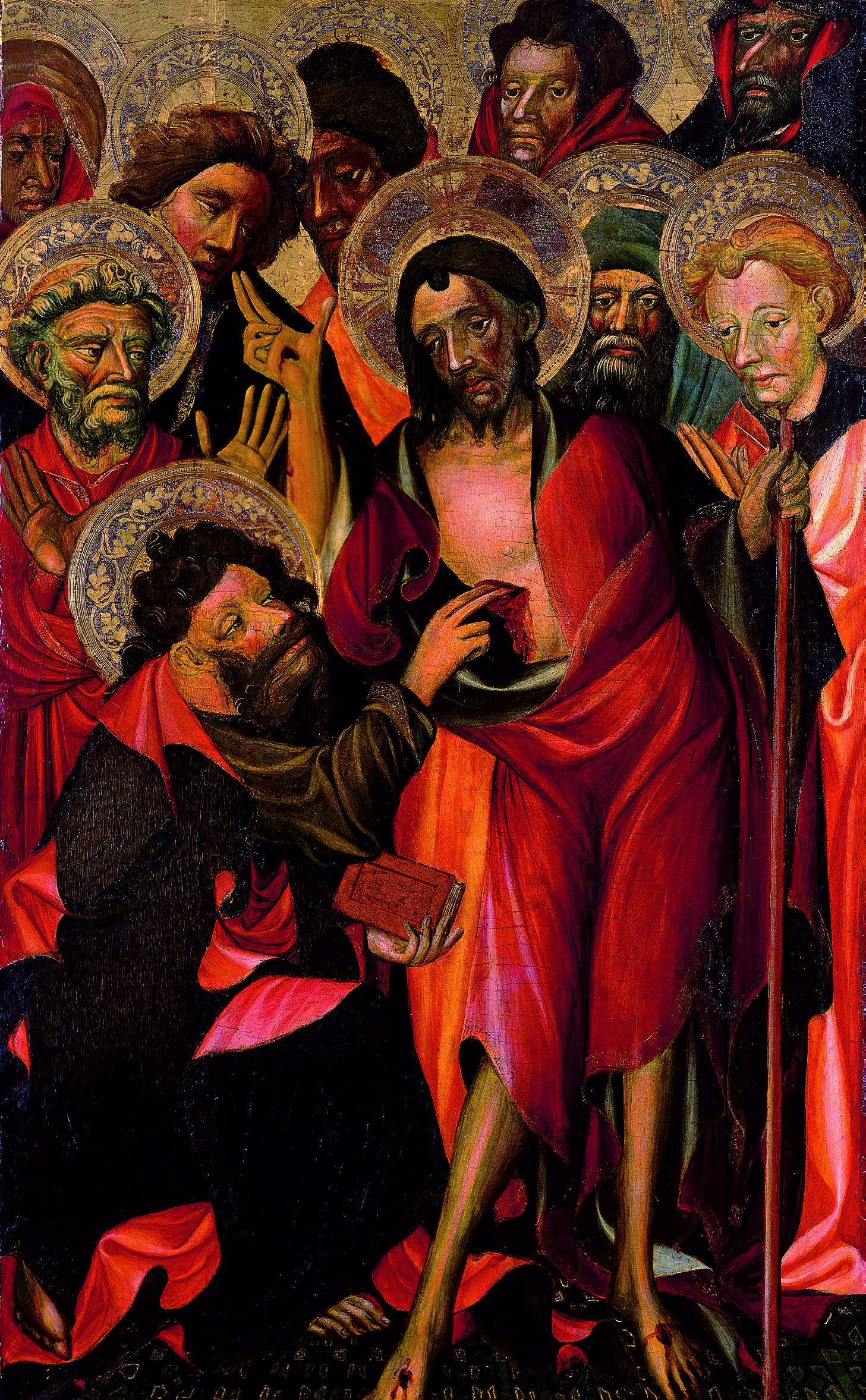
Marçal de Sas, De ongelovige Thomas, kathedraal van Valencia.

Andreu Marçal de Sas (1390 – 1410) of Andrés Marzal de Sas (ook de Sax) in het Castiliaans was een kunstschilder die actief was in Valencia in de eerste helft van de 15e eeuw. Hij was een belangrijke vertegenwoordiger van de Valentiaanse internationale gotiek.

## Leven en werk
Marçal, zoals men hem gewoonlijk noemt, wordt een Duitse afkomst toegeschreven. De kwalificatie “de Sas” of “de Sax” zou verwijzen naar een afkomst uit Saksen. In een document uit 1396 zou hij el pinctor almany genoemd zijn wat duidelijk een Duitse afkomst suggereert. Andere bronnen situeren hem in het oude Graafschap Vlaanderen, afkomstig van Sas van Gent. Dat laatste is aantoonbaar onjuist, aangezien Sas van Gent pas in de 16de eeuw ontstaan is.
Er zijn zeventien documenten waarin naar hem verwezen wordt; Sommige daarvan zijn contracten die verwijzen naar werken waaraan hij samenwerkte met Pere Nicolau en Gonçal Peris. Het enige werk dat met vrij grote zekerheid aan hem kan worden toegeschreven is een fragment uit een retabel met het verhaal van de heilige Thomas, gemaakt voor de kathedraal van Valencia. Voor dit retabel tekende hij een kwitantie op 20 maart 1400. Zijn werk is moeilijk te onderscheiden van dat van de schilders waarmee hij samenwerkte.
Hij wordt een laatste keer in een document vermeld in april 1410 als de stad “aan de zieke en in grote armoede levende schilder” een pensioen en gratis woonst toekent voor bewezen diensten.

## Toegeschreven werken

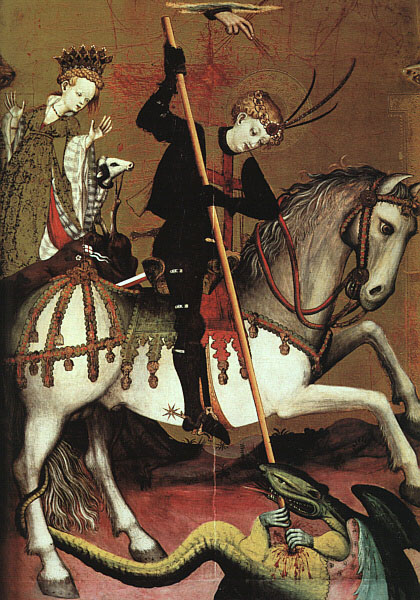
Marçal de Sas, Retabel van Sint Joris - detail, Victoria and Albert Museum.

Naast het retabel van de heilige Thomas, nog steeds bewaard in de kathedraal van Valencia, worden een aantal werken aan Marçal de Sas toegeschreven. Die toeschrijvingen worden nog steeds in vraag gesteld. Een beperkte lijst vindt men hierna.

### Bewaarde werken
- Retabel van Sint-Joris, ca. 1400, geschilderd voor de kapel van de vergaderzaal van de Centenar de la Ploma,[4] Valencia. Victoria and Albert Museum, Londen.[5]
- Triptiek over het leven van Maria
  - Annunciatie, middendeel, Museo de Zaragoza.[6]
  - De geboorte van Jezus, zijpaneel, Philadelphia Museum of Art, Philadelphia (Pennsylvania). Volgens de website van het museum nu toegewezen aan Miquel Alcanyís.[7]
  - De Ontslaping van Maria, zijpaneel, Philadelphia Museum of Art, Philadelphia (Pennsylvania)
- Piëta, Museo Catedralicio Diocesano de Valencia.[8]
- Heilige Michaël in strijd met de duivel, Los Angeles County Museum of Art, Los Angeles (Californië)

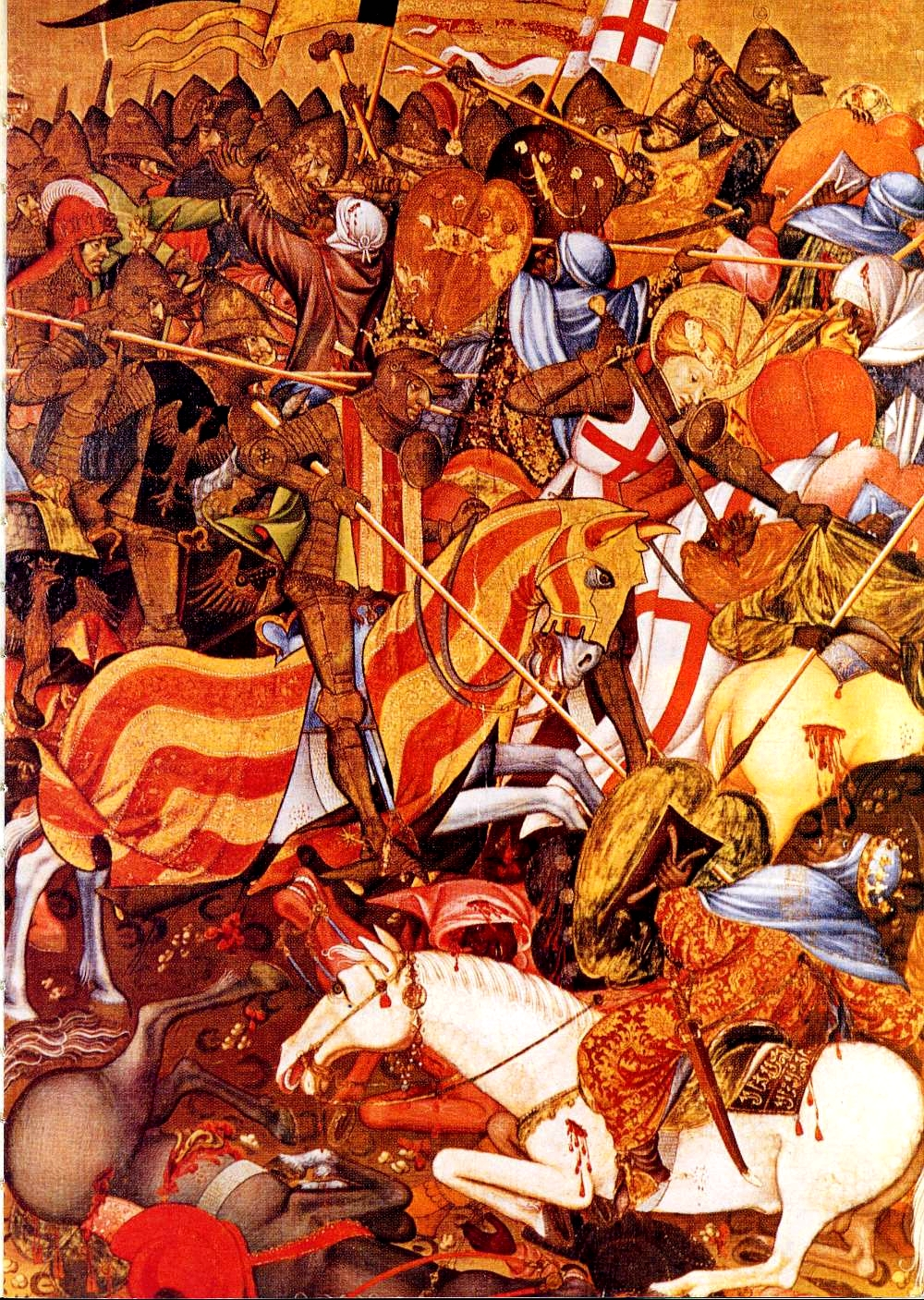
Marçal de Sas, Slag bij Puig, detail van het Retabel van Sint-Joris, Victoria and Albert Museum.

### Gecontracteerde werken
Hierbij een lijst van enkele gecontracteerde werken die niet bewaard zijn gebleven.
- - Laatste avondmaal in de zaal van de gemeenteraad in het stadhuis van Valencia
  - Altaarstuk voor de broederschap van Sant Jaume, samen met Pere Nicolau
  - Altaarstuk voor de broederschap van Santa Agata, samen met Pere Nicolau
  - Altaarstuk met La mare de Déu voor de parochie van Santa Creu in Valencia
  - Altaarstuk met Sant Pere voor de parochie van Santa Creu in Valencia

- RKD-Nederlands Instituut voor Kunstgeschiedenis: 53057
- Union List of Artist Names: 500002215
- Virtual International Authority File: 95694063